# Інші нині часи
«Інші нині часи» — грузинський радянський художній фільм 1965 року кінорежисера Михайла Чіаурелі. Фільм знятий за п'єсою грузинського драматурга Авксентія Цагарелі.

## Актори
- Софіко Чіаурелі — Тасіа
- Георгій Шенгелая — Гогі
- Акакій Хорава — Гіжуа
- Васо Годзіашвілі — Аветіка
- Вахтанг Нінуа — князь
- Веріко Анджапарідзе — княгиня
- Сергій Мартінсон — князь Борис
- Акакій Кванталіані — Лазар
- Парсман Сонгулашвілі — керуючий
- Арчіл Ґоміашвілі — Костя
- Цаца Аміреджибі — Мелано
- Мері Давіташвілі — Марта
- Коте Даушвілі — священик
- Емануїл Апхаідзе
- Ілля Бакакурі
- М. Ходжаєв
- Дмитро Кіпіані
- Едішер Магалашвілі
- М. Султанішвілі
- Гіві Тохадзе
- Коте Толорая
- Олександра Верулашвілі
- Кахі Кавсадзе — князь